# Коровино (Усть-Кубинский район)
Коровино — деревня в Усть-Кубинском районе Вологодской области.
Входит в состав Устьянского сельского поселения, с точки зрения административно-территориального деления — в Устьянский сельсовет.
Расстояние до районного центра Устья по автодороге — 5 км. Ближайшие населённые пункты — Кокошеница, Ивановское, Шилово, Кузнецово.
По переписи 2002 года население — 12 человек.